# Jacqueline van den Hil
Jacqueline van den Hil (Goes, 20 maart 1968) is een Nederlands politica namens de VVD. Tussen 2021 en 2025 was zij gedurende drie periodes Tweede Kamerlid.

## Biografie

### Opleiding en loopbaan
Van den Hil groeide op in Goes en ging van 1980 tot 1986 naar het vwo op het Goese Lyceum. Ze wilde geneeskunde studeren, maar ze werd uitgeloot en deed in de tussentijd economie aan de Erasmus Universiteit Rotterdam. Van den Hil stopte na twee jaar om een inservice-opleiding te volgen tot radiodiagnostische laborant in het Oosterschelde Ziekenhuis. Ze rondde die opleiding in 1991 af en bleef bij het ziekenhuis werkzaam als radiodiagnostisch laborant. In 2003 werd Van den Hil manager beeldvormende technieken.
In 2008 verliet ze het Oosterschelde Ziekenhuis om locatiemanager van het SVRZ-verpleeghuis Ter Schorre in Terneuzen te worden. Terwijl ze daar werkzaam was, behaalde Van den Hil in 2010 een Master of Health Administration aan de TIAS School for Business and Society in Tilburg. Ze had daarvoor ook tussen 2002 en 2008 een opleiding managementwetenschappen aan de Open Universiteit gevolgd. In 2013 werd Van den Hil locatiemanager van de locatie Ter Valcke in Goes. Ze bleef bij de Stichting Voor Regionale Zorgverlening in dienst totdat ze Kamerlid werd.
Daarnaast was ze bestuurslid van Alzheimer Zeeland (2009-2015) en lid van de raad van toezicht van Stichting Intervence Jeugdzorg (2018-2020).

### Politieke loopbaan
Van den Hil werd in 2006 lid van de VVD en was van 2009 tot 2015 lid van het bestuur van de VVD in Kapelle. Ze was de vijftiende kandidaat van haar partij bij de gemeenteraadsverkiezingen 2018 in die gemeente. Van den Hil solliciteerde bij de selectiecommissie voor een plek op de kandidatenlijst voor de Tweede Kamer. Commissievoorzitter in 2020 was Arno Brok. Bij de Tweede Kamerverkiezingen 2021 stond Van den Hil op de 25e plaats op de kandidatenlijst van de VVD en ze werd verkozen met 3543 voorkeurstemmen. Ze werd op 31 maart 2021 namens de VVD beëdigd als het enige Zeeuwse lid van de Tweede Kamer der Staten-Generaal. In haar portefeuille heeft zij Arbeidsmarktbeleid Care & Jeugd, Arbeidsmarktbeleid Cure, VWS Beroepen en opleidingen, VWS-domein voor BES-eilanden, oorlogsgetroffenen, verzetsdeelnemers, kindregelingen, kinderopvang, GGZ en Maatschappelijke opvang en beschermd wonen. Op het terrein van de zorg voerde ze samen met plaatsgenoot Joba van den Berg van het CDA het woord toen zij later terugkeerde in het parlement. Van den Hil is lid van de contactgroep België en van de vaste commissies voor Buitenlandse Handel en Ontwikkelingssamenwerking, voor Infrastructuur en Waterstaat, voor Koninkrijksrelaties, voor Sociale Zaken en Werkgelegenheid en voor Volksgezondheid, Welzijn en Sport. De Tweede Kamer schonk in 2023 aandacht aan de watersnood van 1953 op verzoek van Van den Hil en zij pleitte voor een jaarlijkse herdenking door de Kamer op 1 februari. Op 5 december 2023 nam zij afscheid van de Tweede Kamer.
Van 12 december 2023 tot 29 maart 2024 was Van den Hil wederom lid van de Tweede Kamer; zij werd benoemd in de tijdelijke vacature die was ontstaan door het zwangerschapsverlof van Queeny Rajkowski. Na het aantreden van het Kabinet-Schoof werd Van den Hil per 4 juli 2024 wederom lid van de Tweede Kamer tot en met 13 mei 2025.

## Persoonlijk
Van den Hil is ongehuwd en lesbisch. Ze woonde tussen 2000 en 2017 in Kapelle. In 2007 werd Van den Hil lid van een lokale Rotary club en ze is sinds 2019 voorzitter van de Rotary Club Goes.